# Henryk Sawistowski
Henryk Sawistowski (ur. 11 lutego 1925 w Grudziądzu, zm. 19 grudnia 1984 w Londynie) – polski chemik, profesor Imperial College London.

## Życiorys
Syn Gustawa Sawistowskiego i Marty z Murawskich. Uczęszczał do Państwowego Liceum i Gimnazjum im. Jana III Sobieskiego, naukę przerwał mu wybuch II wojny światowej. Przeszedł szlak bojowy z 2 Korpusem Polskich Sił Zbrojnych, a po zakończeniu działań wojennych podjął decyzję o pozostaniu na emigracji. Zamieszkał w Wielkiej Brytanii, gdzie kontynuował przerwaną naukę, w 1947 zdał egzamin magisterski w Cannon Hall Camp Cawthorne koło Barnsley w hrabstwie Yorkshire. Od 1948 do 1952 studiował na Wydziale Inżynierii Chemicznej w Polish University College w Londynie, w czasie studiów został wybrany na prezesa Koła Inżynierii Chemicznej oraz honorowego bibliotekarza Angielskiego Stowarzyszenia Inżynierów Chemików. Od 1950 do 1954 był prezesem Koła Studentów w Polskim Katolickim Stowarzyszeniu "Veritas" oraz członkiem Bratniaka, w 1954 należał do inicjatorów powstania Polskiego Stowarzyszenia Imperial College. Od 1952 do 1955 studiował na Imperial College London, a następnie obronił doktorat oraz został honorowym prezesem Stowarzyszenia Techników Polskich w Wielkiej Brytanii, od 1956 kierował jego sekcją chemiczną. Od 1965 reader w Imperial College London, następnie przez rok przebywał jako profesor wizytujący na University of Toronto. W 1966 został powołany na członka czynnego Wydziału Przyrodniczego Polskiego Towarzystwa Naukowego na Obczyźnie. Po przejściu wszystkich stopni naukowych w 1976 uzyskał tytuł profesora Imperial College London, w 1982 został dziekanem Wydziału Inżynierii. Chorował na stwardnienie rozsiane, które było przyczyną jego śmierci, spoczywa na Streatham Park Cemetery w Londynie.

## Dorobek naukowy
Henryk Sawistowski był światowej sławy ekspertem w dziedzinie absorpcji ekstrakcji i zjawisk dyfuzyjnych, opracował dwa patenty w zakresie aparatury chemicznej. Jego dorobek obejmuje liczne publikacje, wiele z nich ukazało się na łamach "Industrial Chemist", "Nature", "Transactions of the Institution of Chemical Engineers" i innych. Jego publikacje ukazywały się w języku angielskim, polskim, niemieckim, czeskim, rosyjskim i hiszpańskim. Wielokrotnie był zapraszany na kongresy chemiczne jako prelegent, wspólnie z prof. Smithem opublikował podręcznik z dziedziny wyliczeń procesów wymiany masy. Od 1981 przez dwa lata zajmował stanowisko wiceprezesa Institution of Chemical Engineers, który to Instytut odznaczył go Medalem Arnolda Greena w uznaniu wieloletniej pracy naukowej i zasługi dla Stowarzyszenia Inżynierów Chemików Brytyjskich.

## Odznaczenia
- Medal Wojska;
- The 1939-1945 Star;
- Italy Star;
- The War Medal 1939-1945.